# Брицкое
Бри́цкое (укр. Брицьке) — село на Украине, находится в Липовецком районе Винницкой области.
Код КОАТУУ — 0522280401. Население по переписи 2001 года составляет 629 человек. Почтовый индекс — 22523. Телефонный код — 4358.
Занимает площадь 3,211 км².

## Адрес местного совета
22523, Винницкая область, Липовецкий р-н, с. Брицкое, ул. Ленина, 68

## Галерея

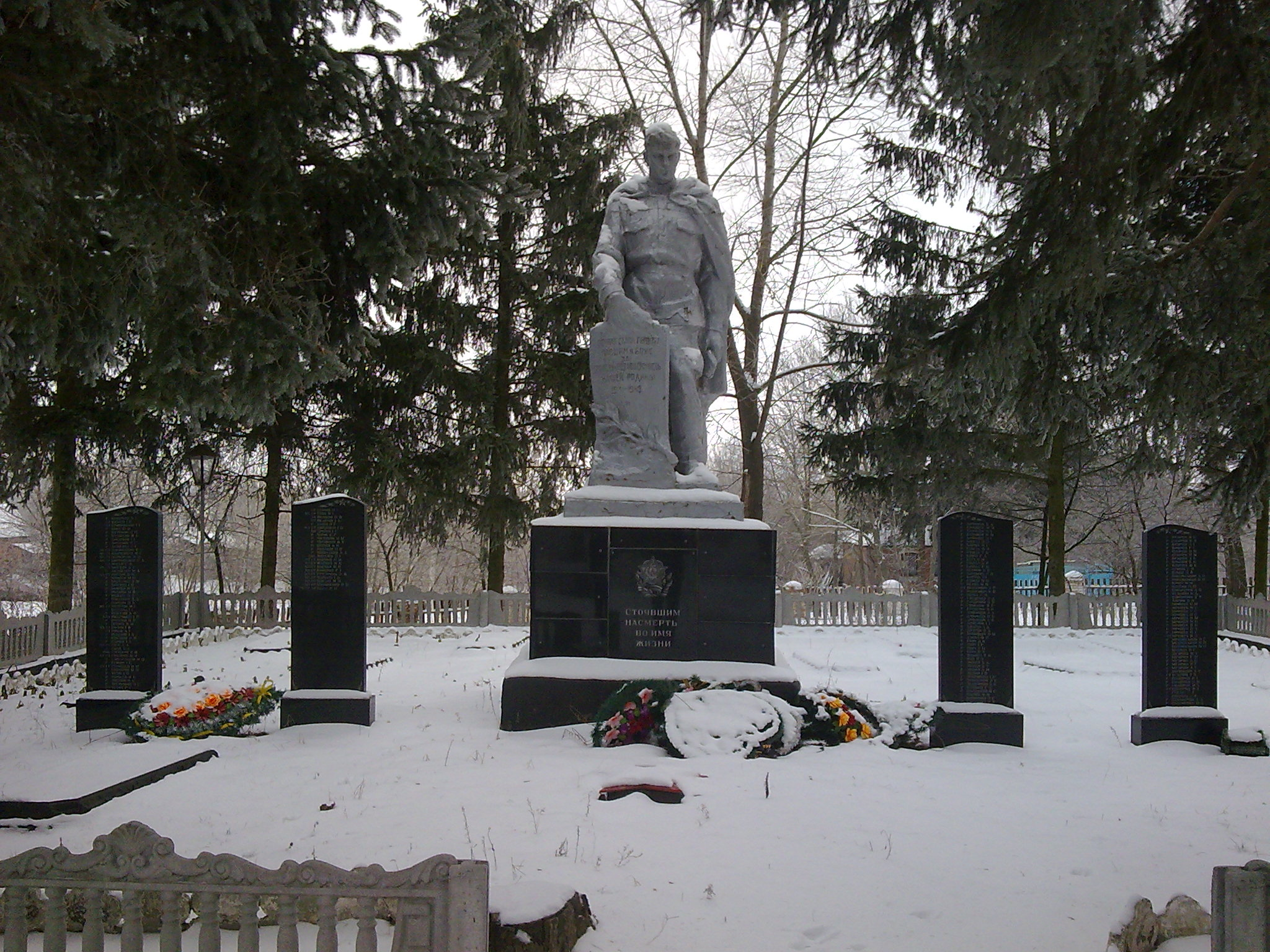
Памятник воинам Великой Отечественной войны
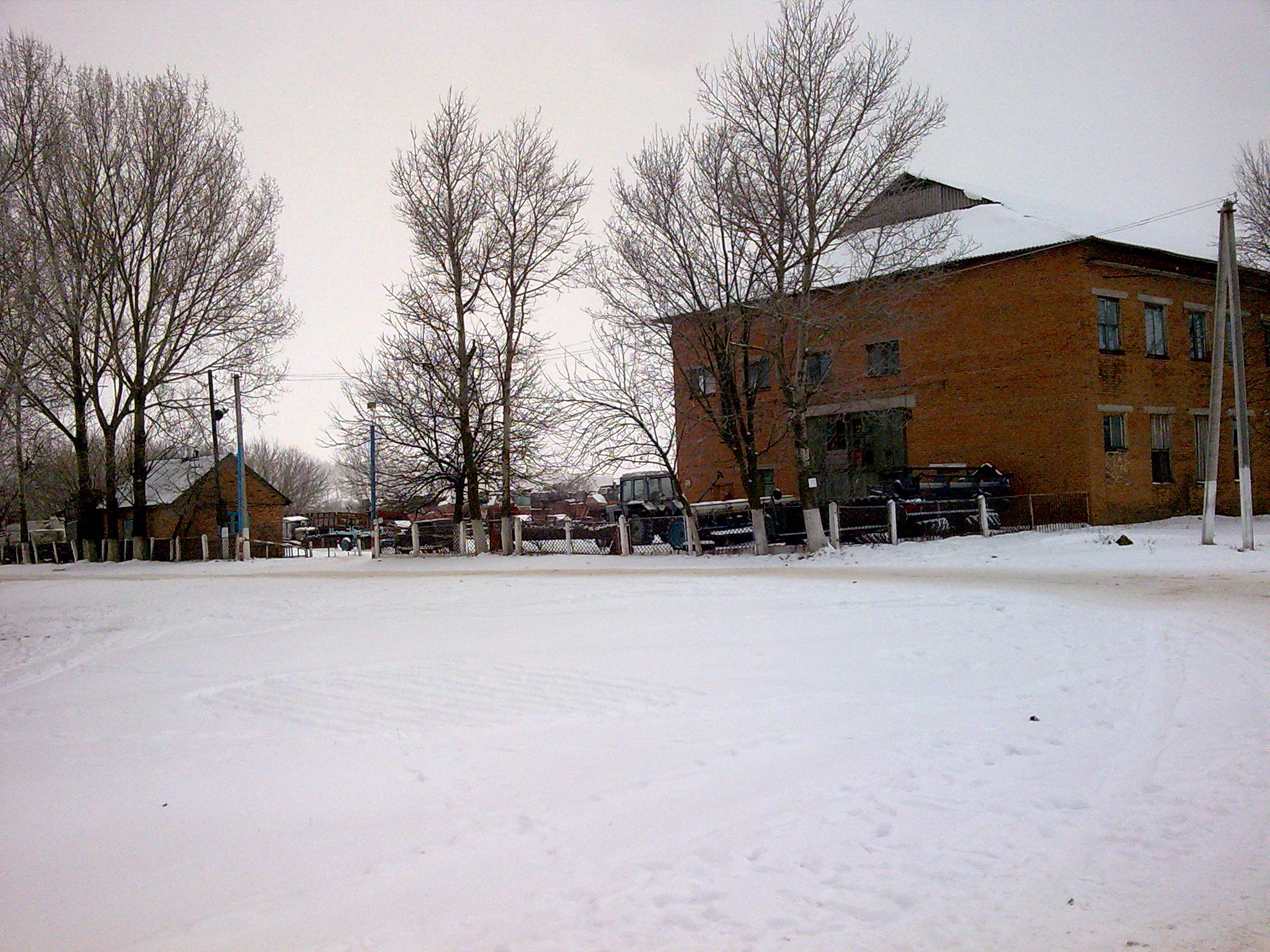
Тракторный стан
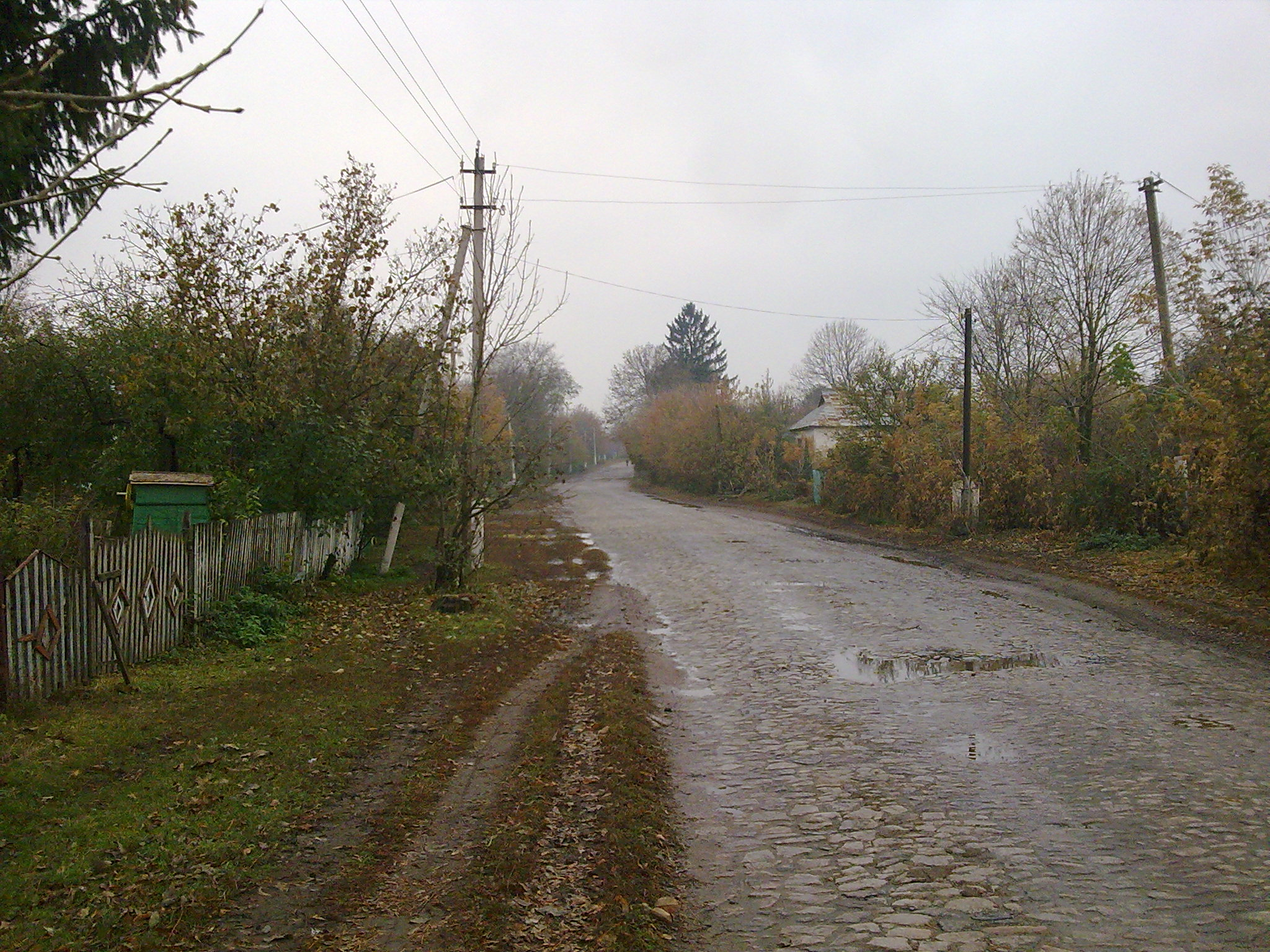
Главная улица села
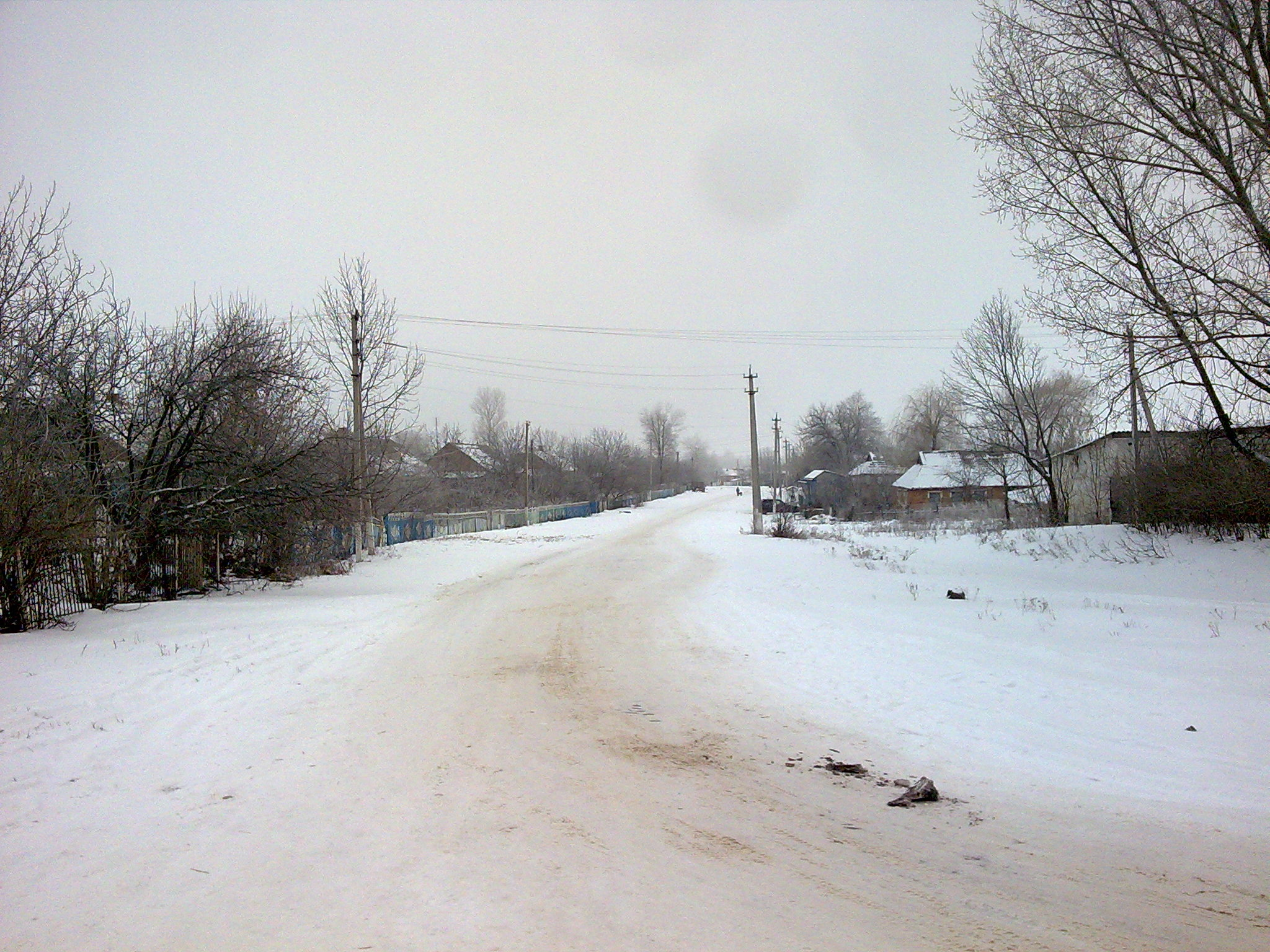
На улице села